# Лазар Росич
Лазар Росич (серб. Lazar Rosić / Лазар Росић, нар. 29 червня 1993, Крагуєваць) — сербський футболіст, захисник португальського «Морейренсе».

## Клубна кар'єра
Народився 29 червня 1993 року в місті Крагуєваць. Вихованець футбольної школи клубу «Шумадія 1903» з рідного міста.
У дорослому футболі дебютував 2011 року виступами за команду «Раднички 1923», в якій провів чотири сезони, взявши участь у 53 матчах чемпіонату. За підсумками сезону 2014/15 клуб з Крагуєваця залишив вищий футбольний дивізіон Сербії, і Росич, провівши за 4 сезони 53 матчі і забивши 3 м'ячі, покинув команду і підписав контракт з іншими «Радничками», з Ниша.
У серпні 2015 року, провівши лише три матчі за новий клуб, Лазар перейшов у «Воєводину», у складі якої виступав до кінця сезону.
Влітку 2016 року перейшов в португальську «Брагу». У складі клубу з Браги не став гравцем основного складу, провівши за понад два сезону лише 32 матчі в національному чемпіонаті.
2019 року спочатку віддавався в оренду до «Насьонала», а згодом перейшов до «Морейренсе».

## Збірна
Лазар був включений в заявку юнацької збірної Сербії до 19 років для участі у юнацькому чемпіонаті Європи 2012 року в Естонії, проте жодного матчу на турнірі не провів. 
У грудні 2015 року був викликаний до складу олімпійської збірної Сербії на матч зі збірною Катару, втім знову на поле не вийшов.